# 8831 Брандстром
8831 Брандстром (8831 Brändström) — астероїд головного поясу, відкритий 2 лютого 1989 року.
Тіссеранів параметр щодо Юпітера — 3,430.